# Říše hraček
Říše hraček (v anglickém originále Mr. Magorium's Wonder Emporium) je americká filmová komedie z roku 2007. Režisérem filmu je Zach Helm. Hlavní role ve filmu ztvárnili Dustin Hoffman, Natalie Portman, Jason Bateman, Zach Mills a Ted Ludzik.

## Obsazení
| Dustin Hoffman    | Edward Magorium     |
| Natalie Portman   | Molly Mahoney       |
| Jason Bateman     | Henry Weston/Mutant |
| Zach Mills        | Eric Applebaum      |
| Ted Ludzik        | Bellini             |
| Marcia Bennett    | Lora                |
| Philippe Bergeron | Bertolo Bellini     |
| Kiele Sanchez     | paní Goodman        |